# 安德雷亚·多塞纳
安德雷亚·多塞纳（義大利語：Andrea Pietro Dossena，1981年9月11日—）是一名意大利足球運動員，擔任左閘。

## 足球事業
杜辛拿於維羅納開始足球事業，效力4個賽季。2005年被乌迪内斯簽下，再被外借至特雷維索一年，期間表現出色，於2006/07賽季回歸烏甸尼斯。2007年10月，杜辛拿獲球隊續約至2010年6月。
2007年10月17日，杜辛拿首次代表意大利國家足球隊於友誼賽上陣，對手是南非。
2008年6月3日，杜辛拿的經理人指出轉會接近完成，利物浦擊敗尤文图斯和佛罗伦萨。2008年6月4日，杜辛拿在利物浦的米活訓練中心接受體檢，只待正式公布。
2008年6月26日，利物浦行政總裁佩里（Rick Parry）於官方網頁指出將成功簽下杜辛拿，只待轉會窗開始後完成手續。2008年7月，杜辛拿正式與利物浦簽訂四年合約，轉會費相信接近700萬英鎊，杜辛拿是利物浦歷史上第一名意大利國腳。
杜辛拿加盟紅軍初期並不適應英格蘭足球，左後衛位置被奥雷利奥和年輕小將恩素亞取代，一直擔任二人的副選。2009年3月10日對皇家马德里的歐聯賽事，杜辛拿後備上場，射入代表利物浦的首個進球，助球隊4-0大勝，兩回合以5-0出線。四天後，同一週作客對曼聯的英超聯賽，杜辛拿同樣後備上場，在90分鐘射入一球笠射，助紅軍以4-1大勝。
2010年1月8日，利物浦官方宣布多塞纳以425万欧元的转会费加盟意甲那不勒斯，合約至2013/14球季。
2013年9月2日，英超桑德兰從意甲那不勒斯簽入杜辛拿，合約為期一年，約滿後不獲續約，期間在各項賽事合共上陣11場。
2014年11月6日，杜辛拿加盟英甲的莱顿东方，簽約至球季結束。

## 外部連結
- 足球数据库：杜辛拿的球员统计数据